# Miossens-Lanusse
Miossens-Lanusse è un comune francese di 209 abitanti situato nel dipartimento dei Pirenei Atlantici nella regione della Nuova Aquitania.

## Società

### Evoluzione demografica
Abitanti censiti